# すずの音 〜私に見えるもの、あなたに聞こえること〜

『すずの音 〜私に見えるもの、あなたに聞こえること〜』（すずのね わたしにみえるもの、あなたにきこえること）は、MBSラジオで放送されているトーク番組。プロ野球ナイターオフの2020年12月から2021年3月まで放送される。

## 概要
山之内すずが自身初のメインパーソナリティを務める冠ラジオ番組。
山之内が19歳の女性として『今、何を見て、何を感じ、何を思うのか』を語り、リスナーと声を通じて触れ合っていく。
番組公式ハッシュタグは「#すずのね」。番組へのメッセージや感想はTwitterのダイレクトメッセージ機能で募集している。
番組のテーマ曲はてとらの『累』。
番組開始に際して、高本慧プロデューサーは「毎日放送のテレビ番組で地上波デビューした山之内が次は毎日放送でラジオ番組がスタートでき、大変感謝している。」と語っている。
番組は放送後、Radiotalkにて配信されている。

## 放送時間
- 2020年12月3日 - 2021年3月25日、毎週木曜 21:00 - 21:30[1]

## コーナー
ふつおた
山之内への質問などを募集するコーナー。
10代さんいらっしゃ～い
山之内と同じ10代のリスナーに電話をして、様々な話をしていくコーナー。
恋之内すずの喰らえ!恋話!!
恋の伝道師である恋之内すずがリスナーの恋にまつわるメッセージを全身で受け止めていくコーナー。
今週のすずうた
毎週、山之内が選曲した1曲を流すコーナー。